# Eclassan
Eclassan is een gemeente in het Franse departement Ardèche (regio Auvergne-Rhône-Alpes) en telt 702 inwoners (1999). De plaats maakt deel uit van het arrondissement Tournon-sur-Rhône. Bij de gemeente horen naast de plaats Eclassan ook enkele gehuchten, zoals Le Petit Chaléat. Het hoogste punt is de top van de Montbard.

## Geografie
De oppervlakte van Eclassan bedraagt 15,8 km², de bevolkingsdichtheid is 44,4 inwoners per km².

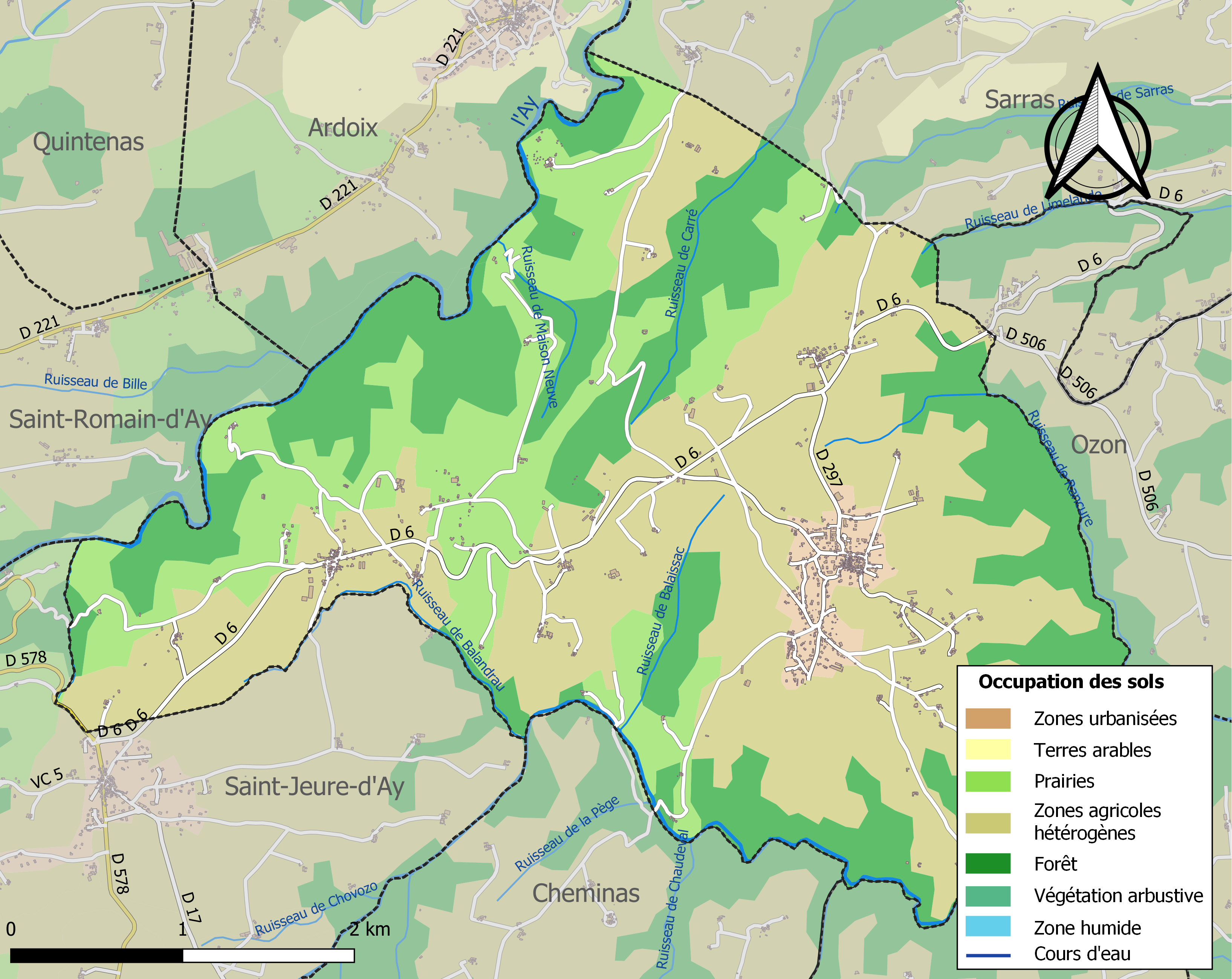
Kaart van de gemeente met belangrijkste infrastructuur, bodemgebruik en omliggende gemeenten

## Demografie
Onderstaande figuur toont het verloop van het inwonertal (bron: INSEE-tellingen).

Vanwege een beveiligingsprobleem met de MediaWiki Graph-software is het momenteel niet mogelijk deze grafiek weer te geven. Zodra de software is bijgewerkt zal de grafiek vanzelf weer zichtbaar worden.